# Сейлем Тауншип (округ Вейн, Пенсільванія)
Сейлем Тауншип (англ. Salem Township) — селище (англ. township) в США, в окрузі Вейн штату Пенсільванія. Населення — 4115 осіб (2020).

## Демографія
Згідно з переписом 2010 року, у селищі мешкала 4271 особа в 1770 домогосподарствах у складі 1238 родин. Було 3019 помешкань
Расовий склад населення:
| - 96,9 % — білих - 1,1 % — чорних або афроамериканців - 0,5 % — азіатів |

До двох чи більше рас належало 1,2 %. Частка іспаномовних становила 3,3 % від усіх жителів.
За віковим діапазоном населення розподілялося таким чином: 19,0 % — особи молодші 18 років, 60,6 % — особи у віці 18—64 років, 20,4 % — особи у віці 65 років та старші. Медіана віку мешканця становила 47,9 року. На 100 осіб жіночої статі у селищі припадало 103,6 чоловіків;  на 100 жінок у віці від 18 років та старших — 101,5 чоловіків також старших 18 років.
Середній дохід на одне домашнє господарство  становив 58 218 доларів США (медіана — 43 813), а середній дохід на одну сім'ю — 71 116 доларів (медіана — 55 792). Медіана доходів становила 44 583 долари для чоловіків та 31 595 доларів для жінок. За межею бідності перебувало 12,5 % осіб, у тому числі 17,2 % дітей у віці до 18 років та 2,5 % осіб у віці 65 років та старших.
Цивільне працевлаштоване населення становило 1780 осіб. Основні галузі зайнятості: освіта, охорона здоров'я та соціальна допомога — 20,7 %, будівництво — 13,5 %, науковці, спеціалісти, менеджери — 12,9 %.